# 1890 au théâtre
| Années du théâtre : 1887 - 1888 - 1889 - 1890 - 1891 - 1892 - 1893    |
| Décennies du théâtre : 1860 - 1870 - 1880 - 1890 - 1900 - 1910 - 1920 |

## Événements
- Décision par l'assemblée générale de l'association Freie Volksbühne de la construction d'un théâtre qui portera successivement les noms de Volksbühne am Bülowplatz, Volksbühne puis Volksbühne am Rosa-Luxemburg-Platz, dénommé également Volksbühne Berlin

## Pièces de théâtre publiées
- Tête d'Or de Paul Claudel (première version publiée sans nom d'auteur par la Librairie de l'Art Indépendant)

## Pièces de théâtre représentées
- Les Revenants d'Henrik Ibsen, mise en scène André Antoine, Théâtre-Libre
- 21 mars : Ménages d’artistes, comédie en 3 actes d'Eugène Brieux au Théâtre-Libre.
- 25 mars : La Fille de Duramé, drame en 5 actes d'Eugène Brieux au Théâtre-Français (Rouen).
- 27 mai : La Jeunesse de Louis XIV, drame en 5 actes d'Alexandre Dumas père, au Théâtre de la Porte Saint-Martin, avec Georges Maury (1863-1922) et Léon Noël.
- 23 octobre : Cléopâtre de Victorien Sardou, Théâtre de la Porte-Saint-Martin, avec Sarah Bernhardt
- 4 décembre : Un prix Montyon, comédie vaudeville de Valabrègue et Hennequin, au Théâtre du Palais-Royal, avec Saint-Germain, Dailly, Milher et Lise Fleurie.

## Décès
- 6 octobre : Jules Brasseur.